# Jovan van Vuuren
Jovan van Vuuren (* 17. Juli 1996 in Bloemfontein) ist ein südafrikanischer Leichtathlet, der sich auf den Weitsprung spezialisiert hat.

## Leben
Van Vuuren erwarb 2018 einen Bachelorabschluss in Sport und Bewegung an der Universität des Freistaates in Bloemfontein und absolvierte 2020 ein postgraduales Studium in Sportmanagement an der Universität Pretoria. Aktuell absolviert er ein Masterstudium in Geisteswissenschaften an der Universität Pretoria.

## Sportliche Laufbahn
Erste internationale Erfahrungen sammelte Jovan van Vuuren im Jahr 2019, als er bei der Sommer-Universiade in Neapel mit einer Weite von 7,39 m in der Qualifikationsrunde ausschied. 2022 gelangte er bei den Afrikameisterschaften in Port Louis mit 7,15 m auf Rang elf und anschließend verpasste er bei den Weltmeisterschaften in Eugene mit 7,80 m den Finaleinzug. Im August gewann er dann bei den Commonwealth Games in Birmingham mit 8,06 m die Bronzemedaille hinter dem Bahamaer LaQuan Nairn und Murali Sreeshankar aus Indien. Nach einem Jahr Wettkampfpause 2023 schied er im darauffolgenden Jahr bei den Olympischen Sommerspielen in Paris mit 7,70 m in der Qualifikationsrunde aus.
2022 wurde van Vuuren südafrikanischer Meister im Weitsprung.